# Lindsdal
Lindsdal è una città della Svezia, sita nel comune di comune di Kalmar a 10Km dal capoluogo Kalmar. L'area urbana è quasi esclusivamente composta da case a schiera.

## Società

### Evoluzione demografica
Abitanti censiti